# Ruan-sur-Egvonne
Ruan-sur-Egvonne é uma comuna francesa na região administrativa do Centro, no departamento Loir-et-Cher. Estende-se por uma área de 11,29 km². Em 2010 a comuna tinha 92 habitantes (densidade: 8,1 hab./km²).